# Cloud Column
Cloud Column (en español, Columna Nube) es una escultura de acero inoxidable realizada por Anish Kapoor, ubicada fuera de la Escuela de Arte Glassell en Houston (Texas) e instalada en 2018. La escultura fue creada en 2006.
La escultura se completó en Inglaterra y fue transportada a su ubicación actual por "The Brown Fundación, Inc. Plaza" el 27 de marzo de 2018.
Algunos lugareños han dado la obra de arte el apodo "El Frijol", en referencia al sobrenombre de Cloud Gate escultura del mismo artista ubicada en Chicago y conocida coloquialmente como "The Bean".